# Jengen
Jengen é um município da Alemanha, situado no distrito da Algóvia Oriental, no estado da Baviera. Tem 33,75 km² de área, e sua população em 2019 foi estimada em 2 491 habitantes.